# استئصال جذري للثدي
استئصال جذري للثدي (بالإنجليزية: Radical Mastectomy)‏ هي عملية يتم إجرائها إذا اشتبه الجراح في احتمال انتشار السرطان من الثدي إلى العقد اللمفاوية لمنطقة ما تحت الإبط. وفي عملية الاستئصال الكلي هذه يقوم الجراح بإزالة الثدي والعقد اللمفاوية التي تحت الأبط، وعضلات الصدر التي تصل الثدي بالضلوع. وهناك عملية استئصال كلي مخففة، وفيها تتم إزالة الثدي ومعظم العقد اللّمفاوية لمنطقة ماتحت الذراع مع عدم إزالة عضلات الصدر.
ظهرت عملية الاستئصال الجذري عام 1882م على يد الجراح الأمريكي ويليام ستيوارت هالستد وسميت باسمه وكانت هي النوع السائد لإزالة الثدي بسبب السرطان حتى الخمسينيات. وبعد ذلك بدأ بعض الجراحين (PATEY) في إجراء عمليات الاستئصال الجذري المعدلة، وهي أقل تشويها. وفي أواخر سبعينيات القرن العشرين، دلت الدراسات على أن العملية الجذرية المعدلة قد تكون لها نفس أثر العملية الجذرية التقليدية في حالات اكتشاف السرطان في موضع واحد فقط من الثدي. وقد زاد عدد العمليات الكليّة المخففة التي أُجريت نتيجة للاكتشاف المبكّر لسرطان الثدي عن طريق الفحص الذاتي، أو بالأشعة السينية.

## استئصال الثدي
كان هالستد وماير أول من حققا نتائج ناجحة مع جراحة الاستئصال الجذري للثدي، ما أدى إلى دخولها العصر الحديث للعلاج الجراحي لسرطان الثدي. في عام 1894، نشر ويليام هالستد عمله في جراحة استئصال الثدي الجذري حول 50 حالة أجريت في مستشفى جامعة جونز هوبكينز بين عامي 1889 و1894. نشر ويلي ماير أيضًا بحثًا حول الاستئصال الجذري للثدي من تعامله مع مرضى نيويورك في ديسمبر عام 1894. أصبحت عملية إزالة كتلة أنسجة الثدي بالكامل معروفة باسم استئصال هالستد للثدي قبل اعتماد اسم «العملية الكاملة»، وفي النهاية، «الاستئصال الجذري للثدي» كما هي معروفة اليوم.
استند الاستئصال الجذري للثدي على الاعتقاد الطبي السائد آنذاك بأن سرطان الثدي ينتشر بشكل موضعي في البداية، ويغزو الأنسجة القريبة ثم ينتشر إلى القنوات اللمفاوية المحيطة حيث تصبح الخلايا «محاصرة». كان يعتقد أن انتشار الخلايا السرطانية إلى الدم يحدث في مرحلة متأخرة جدًا. اعتقد هالستد نفسه أن السرطان ينتشر ب«نظام طرد مركزي»، ما عزز هذا الرأي في المجتمع الطبي آنذاك.
يتضمن استئصال الثدي الجذري إزالة جميع أنسجة الثدي والجلد المحيط والعضلات الصدرية وجميع العقد اللمفاوية الإبطية. يُزال الجلد لأن المرض يصيب الجلد وغالبًا ما يسبب تقرحًا فيه. تُزال عضلات الصدر ليس فقط بسبب إصابة جدار الصدر، ولكن أيضًا لضرورة إزالة المسارات اللمفاوية بين عضلات الصدر. كان يعتقد أيضًا، في ذلك الوقت، أنه من المستحيل تشريحيًا إجراء تشريح إبطي كامل دون إزالة العضلة الصدرية.
خلال عمل ويليام هالستد، بلغ معدل عودة الإصابة 3% لمدة ثلاث سنوات ومعدل عودة الإصابة موضعيًا 20% مع عدم وجود وفيات متعلقة بالجراحة. كان معدل البقيا لمدة خمس سنوات 40%، وهو ضعف معدل البقيا للمرضى غير المعالجين. مع ذلك، كانت معدلات الإمراضية بعد العملية عالية إذ كانت الجروح الكبيرة تُترك لتلتئم عن طريق تشكل النسيح الحبيبي، وكانت الوذمة اللمفية واسعة الانتشار، وأصبحت حركة الذراع محدودة للغاية. نتيجةً لذلك، أصبح الألم المزمن نتيجة ثانوية. نظرًا لأن الجراحين واجهوا مثل هذه السرطانات الكبيرة في الثدي والتي بدت أنها بحاجة إلى طرق علاج جذرية، لم تؤخذ جودة حياة المريض بعين الاعتبار.
بفضل عمل هالستد وماير، كان من الممكن علاج بعض حالات سرطان الثدي وبدأت المعرفة بالمرض تتوسع. وُضعت علاجات موحدة، وأجريت دراسات طويلة الأمد خاضعة للرقابة. سرعان ما اتضح أن بعض النساء في مراحل متقدمة من المرض لم يستفدن من الجراحة. في عام 1943، راجع هاجنسن وستاوت حالات أكثر من 500 مريض خضعوا لعملية استئصال جذري للثدي جراء سرطان الثدي وحددا مجموعة من المرضى الذين لا يمكن علاجهم عن طريق استئصال الثدي الجذري، فظهر مفهومان هما قابلية الجراحة وعدم قابلية الجراحة. تشمل علامات عدم القابلية للخضوع للجراحة تقرح الجلد، والصدر السائب، والعقيدات الساتلية، ووذمة الجلد (جلد البرتقالة)، وتضخم العقدة اللمفاوية فوق الترقوة، وتضخم العقد اللمفاوية الإبطية بحيث يتجاوز حجمها 2.5 سم، أو وجود العقد اللمفاوية الثابتة. أ دت مساهمة هاجنسن وزملائه في النهاية إلى تطوير تصنيف كولومبيا السريري، وهو نظام مراحل التطور السريري لسرطان الثدي والذي يعد خطوة بارزة في دراسة بيولوجيا وعلاج سرطان الثدي.
حاليًا، نادرًا ما يجري الجراحون عمليات الاستئصال الجذري للثدي، فقد أظهرت دراسة أجراها المشروع الوطني الجراحي للثدي والأمعاء عام 1977، بقيادة برنارد فيشر، عدم وجود فرق إحصائي في معدل البقيا وعودة الإصابة بين الاستئصال الجذري للثدي والعمليات الجراحية الأقل توغلًا.